# North Easton Historic District
Als North Easton Historic District ist ein gut 200 ha großes Gebiet der Stadt Easton im Bundesstaat Massachusetts der Vereinigten Staaten im National Register of Historic Places (NRHP) eingetragen. Der Historic District umfasst knapp 160 Gebäude aus dem späten 19. und frühen 20. Jahrhundert sowie sechs Flächen mit besonderer landschaftlicher Gestaltung.

## Beschreibung

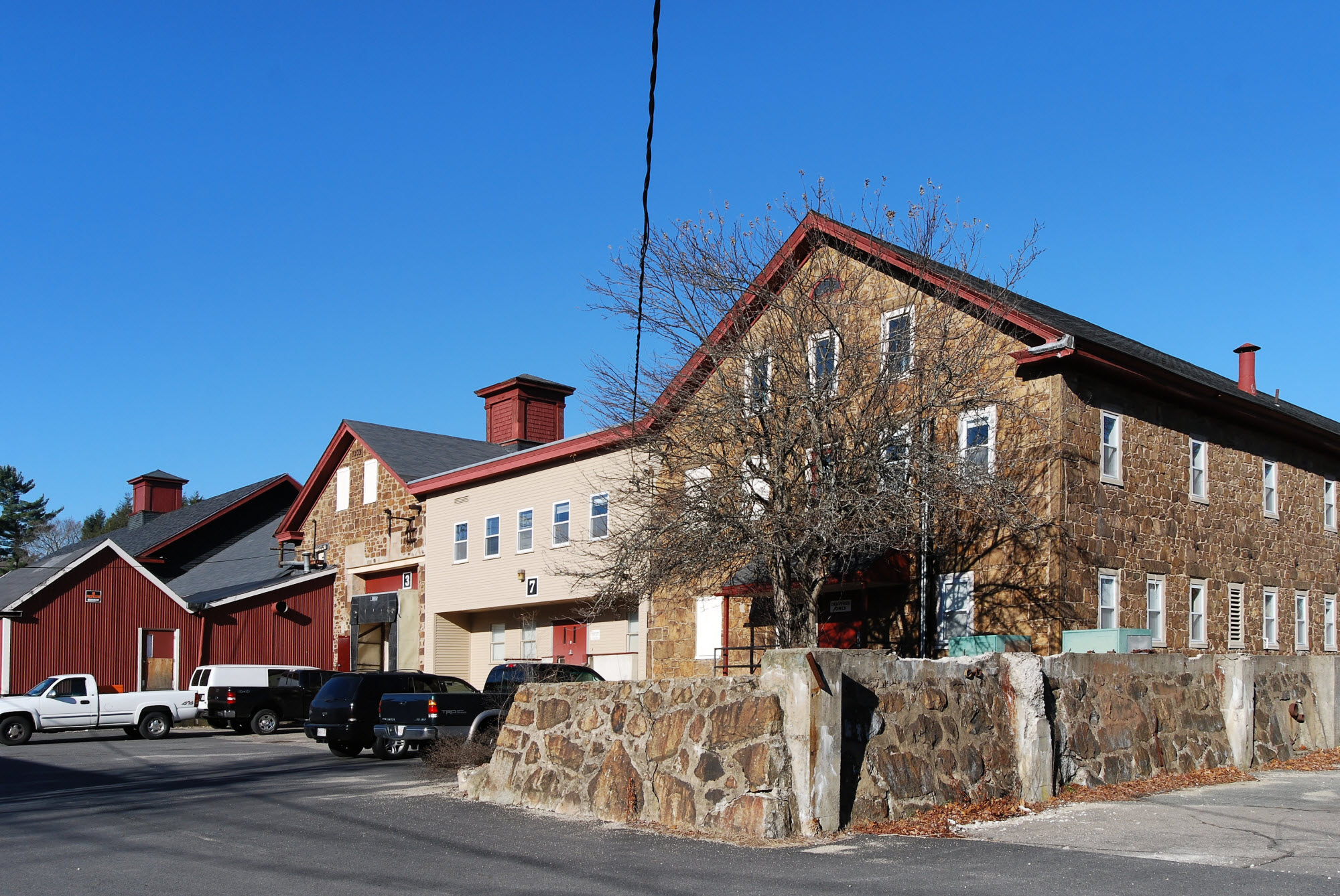
Ames Shovel Shop, 2008

Die Bauwerke des Districts repräsentieren nahezu alle Baustile ihrer jeweiligen Epoche – insbesondere Greek Revival, Gothic Revival, Queen-Anne-Stil, Georgian Revival sowie Richardsonian Romanesque – und schwanken in ihrer Ausgestaltung zwischen repräsentativ und alltäglich.
Fünf Gebäude wurden im Auftrag der Ames-Familie von Henry Hobson Richardson entworfen:
- Ames Free Library
- Old Colony Railroad Station
- Oakes Ames Memorial Hall
- Ames Gate Lodge
- F. L. Ames Gardener’s Cottage

1987 wurde dieser Teil des Gebiets als National Historic Landmark ausgezeichnet und unter der Bezeichnung H. H. Richardson Historic District of North Easton mit einem eigenen NRHP-Eintrag versehen.
Einige Grundstücke wurden landschaftlich von Frederick Law Olmsted gestaltet.
Der Historic District besteht aus physisch, funktional und ästhetisch zusammenhängenden Bauwerken. Diese Einheitlichkeit geht darauf zurück, dass alle Gebäude mit der Ames-Familie einen gemeinsamen Ursprung haben. Die Familienmitglieder besaßen Schaufel- und Werkzeugfabriken, siedelten ihre Arbeiter in der unmittelbaren Nähe der Werkstätten an und boten ihnen zum Teil aufwendige Annehmlichkeiten. Der Aufbau des Districts ist nahezu ringförmig: Im Zentrum befinden sich die Fabriken und Logistikgebäude, darum herum sind die Häuser der Arbeiter angeordnet und im äußersten Kreis stehen größere Anwesen.
Zum Historic District gehören die folgenden Contributing Properties:
- 66 Main Street (ehemaliges Postamt)
- Ames Shovel Shop
- Ames Stable
- The Rockery
- H. H. Richardson Historic District of North Easton